# Grand Prix automobile des États-Unis Ouest 1979
Résultats du Grand Prix des États-Unis Ouest de Formule 1 1979 qui a eu lieu sur le circuit urbain de Long Beach le 8 avril 1979.

## Classement
| Pos  | N° | Pilote                | Écurie             | Tours | Temps/Abandon      | Grille | Points |
| ---- | -- | --------------------- | ------------------ | ----- | ------------------ | ------ | ------ |
| 1    | 12 | Gilles Villeneuve     | Ferrari            | 80    | 1 h 50 min 25 s 40 | 1      | 9      |
| 2    | 11 | Jody Scheckter        | Ferrari            | 80    | +29 s 38           | 3      | 6      |
| 3    | 27 | Alan Jones            | Williams-Ford      | 80    | +59 s 69           | 10     | 4      |
| 4    | 1  | Mario Andretti        | Lotus-Ford         | 80    | +1 min 04 s 33     | 6      | 3      |
| 5    | 25 | Patrick Depailler     | Ligier-Ford        | 80    | +1 min 23 s 52     | 4      | 2      |
| 6    | 4  | Jean-Pierre Jarier    | Tyrrell-Ford       | 79    | +1 tour            | 7      | 1      |
| 7    | 18 | Elio De Angelis       | Shadow-Ford        | 78    | +2 tours           | 20     |        |
| 8    | 6  | Nelson Piquet         | Brabham-Alfa Romeo | 78    | +2 tours           | 12     |        |
| 9    | 30 | Jochen Mass           | Arrows-Ford        | 78    | +2 tours           | 13     |        |
| Dsq. | 3  | Didier Pironi         | Tyrrell-Ford       | 72    | Disqualifié        | 17     |        |
| Abd. | 31 | Héctor Rebaque        | Lotus-Ford         | 71    | Accident           | 23     |        |
| Abd. | 22 | Derek Daly            | Ensign-Ford        | 69    | Accident           | 24     |        |
| Abd. | 7  | John Watson           | McLaren-Ford       | 62    | Injection          | 18     |        |
| Dsq. | 9  | Hans-Joachim Stuck    | ATS-Ford           | 49    | Disqualifié        | 21     |        |
| Abd. | 28 | Clay Regazzoni        | Williams-Ford      | 48    | Moteur             | 15     |        |
| Abd. | 17 | Jan Lammers           | Shadow-Ford        | 47    | Suspension         | 14     |        |
| Abd. | 29 | Riccardo Patrese      | Arrows-Ford        | 40    | Freins             | 9      |        |
| Abd. | 2  | Carlos Reutemann      | Lotus-Ford         | 21    | Transmission       | 2      |        |
| Abd. | 14 | Emerson Fittipaldi    | Fittipaldi-Ford    | 19    | Transmission       | 16     |        |
| Abd. | 24 | Arturo Merzario       | Team Merzario-Ford | 13    | Moteur             | 22     |        |
| Abd. | 26 | Jacques Laffite       | Ligier-Ford        | 8     | Freins             | 5      |        |
| Abd. | 20 | James Hunt            | Wolf-Ford          | 0     | Transmission       | 8      |        |
| Abd. | 5  | Niki Lauda            | Brabham-Alfa Romeo | 0     | Accident           | 11     |        |
| Abd. | 8  | Patrick Tambay        | McLaren-Ford       | 0     | Collision          | 19     |        |
| Np.  | 16 | René Arnoux           | Renault            |       | Retrait volontaire |        |        |
| Np.  | 15 | Jean-Pierre Jabouille | Renault            |       | Blessé aux essais  |        |        |

Légende :
- Abd.=Abandon - Np.=Non partant

## Pole position et record du tour
- Pole position : Gilles Villeneuve en 1 min 18 s 825 (vitesse moyenne : 148,476 km/h).
- Tour le plus rapide : Gilles Villeneuve en 1 min 21 s 20 (vitesse moyenne : 144,133 km/h).

## Tours en tête
- Gilles Villeneuve 80 (1-80)

## À noter
- 3e victoire pour Gilles Villeneuve.
- 1er grand chelem de sa carrière pour Gilles Villeneuve (pole position, victoire, meilleur tour en course, tous les tours en tête).
- 75e victoire pour Ferrari en tant que constructeur.
- 75e victoire pour Ferrari en tant que motoriste.
- Didier Pironi et Hans-Joachim Stuck sont disqualifiés pour avoir reçu de l'aide extérieure.